# Ернст Август фон Хановер (1845–1923)
Ернст Август фон Хановер/Ернст Август Вилхелм Адолф Георг Фридрих фон Хановер (на немски: Ernst August (II.) von Hannover; Ernst August Wilhelm Adolf Georg Friedrich, Erbprinz von Hannover; * 21 септември 1845, Хановер, Кралство Хановер; † 14 ноември 1923, Гмунден, Австрия) е последният трон-принц на Кралство Хановер. Той има освен това титлата на принц на Великобритания и Ирландия, принц на Хановер, херцог на Брауншвайг-Люнебург, 3. дук на Къмбърланд и Тевиотдейл (1878 – 1919) и 3. еарл на Армаг.

## Живот
Той е единственият син на слепия крал Георг V фон Хановер (1819 – 1878) и съпругата му принцеса Мария фон Саксония-Алтенбург (1818 – 1907), дъщеря на херцог Йозеф фон Саксония-Алтенбург (1789 – 1868) и Амалия фон Вюртемберг (1799 – 1848). Внук е на крал Ернст Август I фон Хановер (1771 – 1851) и Фридерика фон Мекленбург-Щрелиц (1778 – 1841).
От ноември 1851 г. Ернст Август е трон-принц на Хановер. Баща му е изгонен от Хановер през 1866 г., фамилията живее в Гмунден, Австрия, до смъртта му.
През 1866 г. Ернст Август отива с баща си в австрийско изгнание, където през 1878 г. взема титлата „Херцог фон Къмбърланд“ и не се отказва обаче от трона в Хановер. Той има ранг полковник на инфантерията през 1866 г. в 42. регимент на австрийската армия.
На 18 октомври 1884 г. наследява братовчед си Вилхелм фон Брауншвайг като херцог на Брауншвайг-Люнебург, но не може да встъпи на тази длъжност. През 1886 г. той е майор-генерал в британската армия, от 1892 г. е лейтенант-генерал и от 1898 г. – генерал. От 24 октомври 1913 г. той е принц на Великобритания и Ирландия и се отказва от всичките си британски титли на 28 март 1919 г.
Ернст Август фон Хановер умира от инсулт на 78 години на 14 ноември 1923 г. в Гмунден, Австрия.
- Ернст Август фон Хановер с баща му Георг V фон Хановер (1865)
- Ернст Август фон Хановер, 1914

## Фамилия
Ернст Август фон Хановер се жени на 21 декември 1878 г. в Кристиансборг в Копенхаген за принцеса Тира Амелия Каролина Шарлота Анна Датска (* 29 септември 1853, Копенхаген; † 26 февруари 1933, Гмунден), дъщеря на датския крал Кристиан IX (1818 – 1906) и принцеса Луиза фон Хесен-Касел (1817 – 1898). Тира Датска е най-младата сестра на бъдещия крал Фредерик VIII, на кралица Александра от Великобритания, на императрица Мария Фьодоровна от Русия и на крал Георгиос I Гръцки. Те имат шест деца:
- Мария Луиза Виктория Кролина Амелия Александра Августа Фридерика (* 11 октомври 1879, Гмунден; † 31 януари 1948, дворец Салем), омъжена на 10 юли 1900 г. в Гмунден за принц Максимилиан фон Баден (1867 – 1929)
- Георг Вилхелм Кристиан Алберт Едуард Александер Фридрих Валдемар Ернст Адолф (* 28 октомври 1880, Гмунден; † 20 май 1912 в катастрофа в гората при Накел, Бранденбург)
- Александра Луиза Мария Олга Елизабет Тереза Вера (* 29 септември 1882, Гмунден; † 30 август 1963, Глюксбург), омъжена на 7 юни 1904 г. в Гмунден за велик херцог Фридрих Франц IV фон Мекленбург-Шверин (1882 – 1945)
- Олга Аделхайд Луиза Мария Александрина Агнес (* 11 юли 1884, Гмунден; † 21 септември 1958, Хубертихауз до Гмунден)
- Кристиан Фридрих Вилхелм Георг Петер Валдемар (* 4 юли 1885, Гмунден; † 3 септември 1901, Гмунден)
- Ернст Август Кристиан Георг (* 17 ноември 1887, Пенцинг до Виена; † 30 януари 1953, дворец Мариенбург), принц на Хановер, последният управляващ херцог на Брауншвайг (1913 – 1918), женен на 24 май 1913 г. в Берлин за принцеса Виктория Луиза Пруска (1892 – 1980), единствена дъщеря на последния германски кайзер и крал на Прусия Вилхелм II (1859 – 1941) и на принцеса Августа Виктория фон Шлезвиг-Холщайн-Зондербург-Августенбург (1858 – 1921)